# Gérson de Souza
Gérson de Souza, född 2 januari 1959, är en friidrottare från Brasilien. Han deltog vid olympiska sommarspelen 1984 och olympiska sommarspelen 1988.